# Mälarjakter

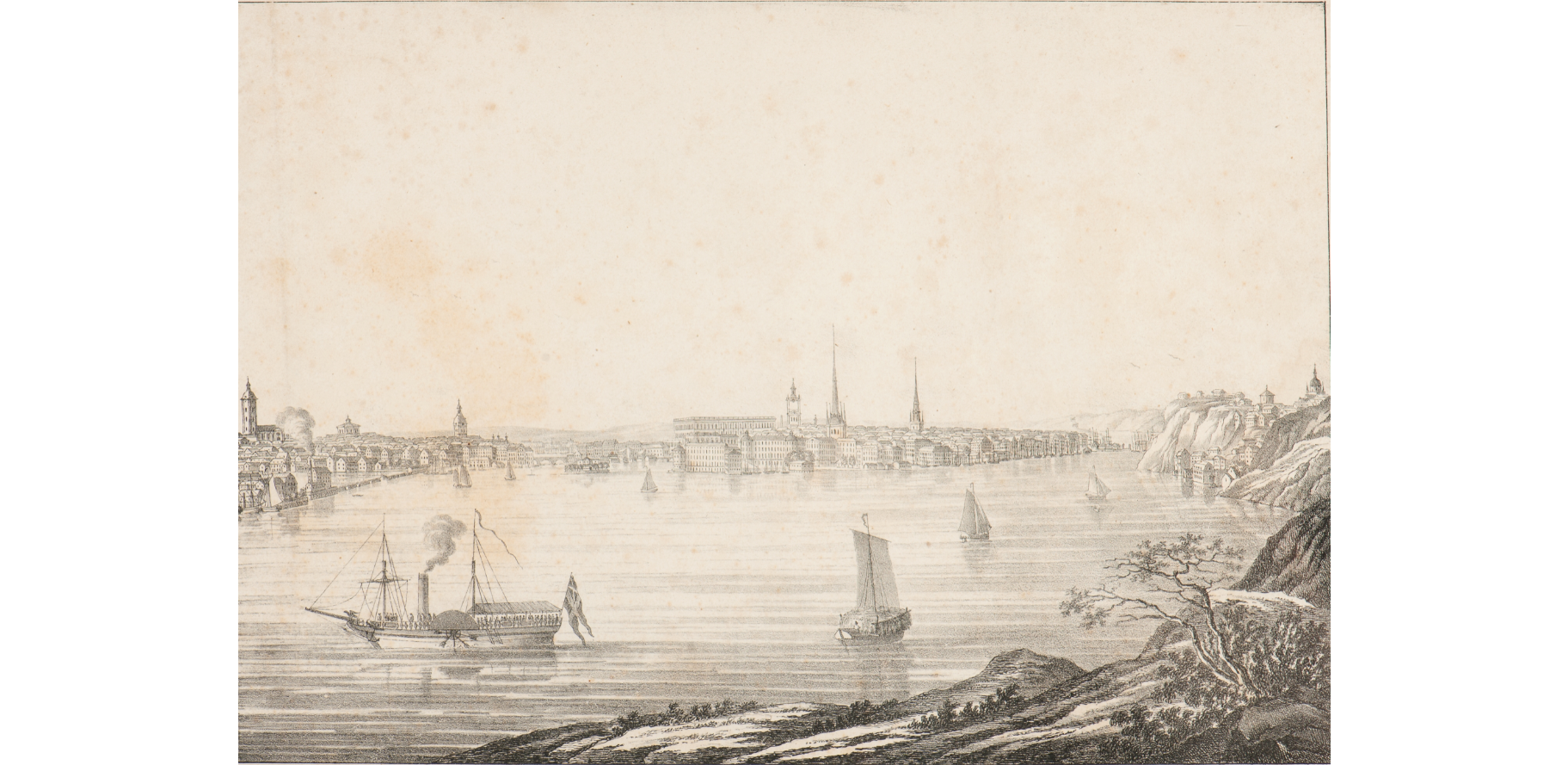
Stockholm från Långholmen cirka 1829.

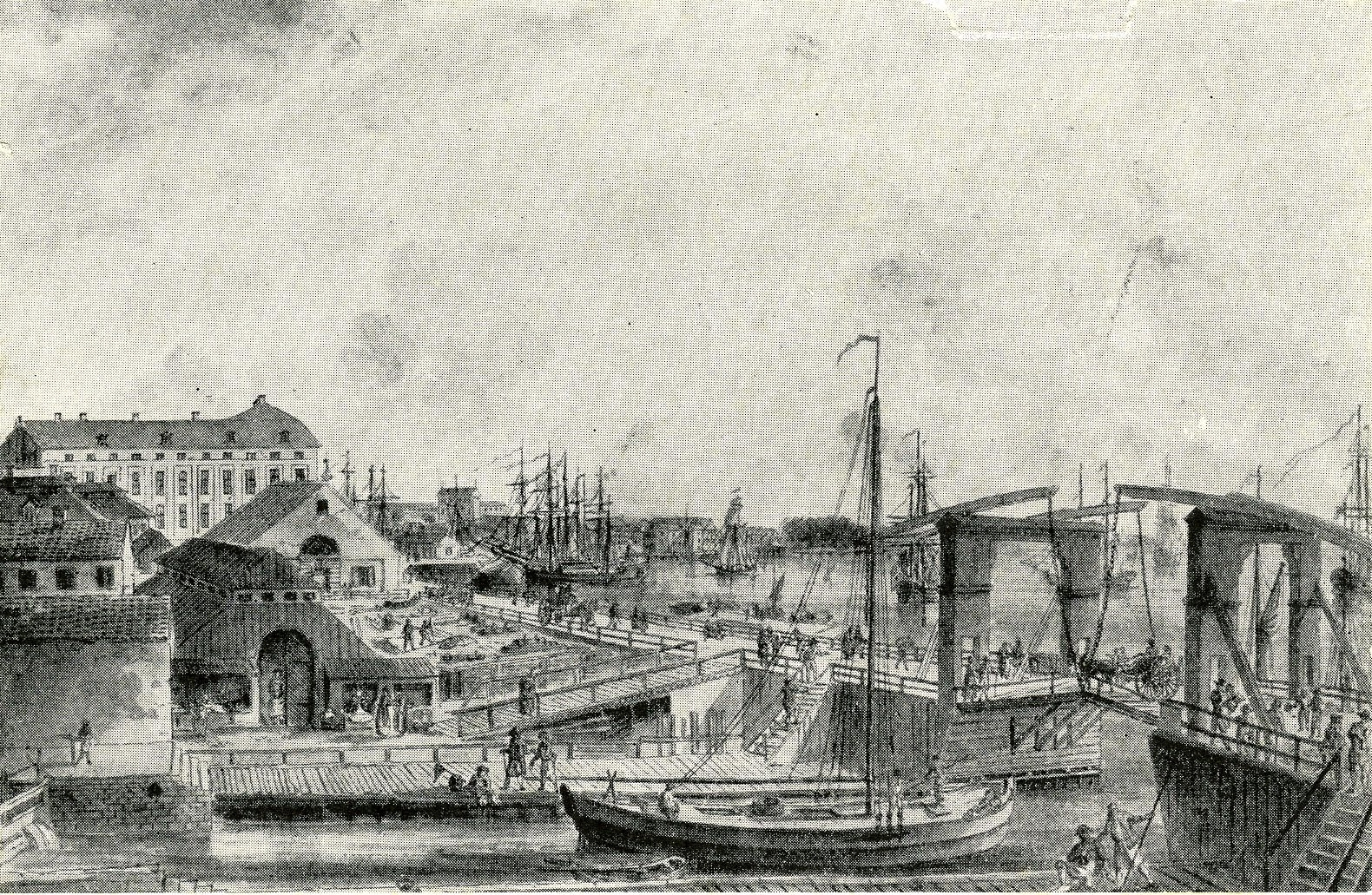
Blå slussen/Östra bron i slutet av 1700-talet.

Mälarjakterna eller mälarskutorna var segelskutor som användes för transport av jordbruksprodukter, hö, halm, ved och liknande till städerna runt Mälaren, framförallt till Stockholm. Vissa likheter finns med sandkilen och roslagsskutan men mälarjakten förde råsegel och var av en något enklare konstruktion.